# Madame Hoste
'Madame Hoste' est un cultivar de rosier obtenu par Jean-Baptiste et Pierre Guillot en 1887. Il descendrait d'un semis de 'Victor Pulliat' (Ducher, 1870) et de pollen de 'Safrano' (Beauregard, 1839). Il était fort prisé pour le forçage et la fleur à couper, surtout en Amérique du Nord. Il est dédié à l'épouse d'un horticulteur lyonnais fameux pour ses dahlias, chrysanthèmes, etc.

## Description
Ce rosier thé historique présente de grosses fleurs jaune pâle virant au blanc crème au fur et à mesure. Elles sont doubles  (17-25 pétales), globuleuses et modérément parfumées. La floraison est remontante. Ce rosier est très florifère.
Le buisson est érigé et très sain.
Sa zone de rusticité est de 6b à 9b ; il résiste donc aux hivers froids.

## Descendance
'Madame Hoste' a servi à l'hybridation de nombreuses variétés dont 
- 'Lady Hillingdon' (Lowe & Shawyer, 1910) par croisement avec 'Papa Gontier' (Nabonnand, 1883)
- 'La Perle' (Fauque, 1904) par croisement avec Rosa luciae
- 'Mireille' (André Schwartz, 1913), par croisement avec 'Madame Falcot'
- 'W. R. Smith' (Bagg, 1908) par croisement avec 'Maman Cochet' (Cochet, 1892)